# Hideg-kúti-ér
Hideg-kúti-ér är ett vattendrag i Ungern.   Det ligger i provinsen Komárom-Esztergom, i den västra delen av landet, 80 km väster om huvudstaden Budapest.